# Microtus schelkovnikovi
Microtus schelkovnikovi е вид бозайник от семейство Хомякови (Cricetidae). Видът е почти застрашен от изчезване.

## Разпространение
Разпространен е в Азербайджан и Иран.